# Mark Watson
Mark Stewart Watson (ur. 8 września 1970 w Vancouver) – kanadyjski piłkarz pochodzenia szkockiego występujący na pozycji obrońcy.

## Kariera klubowa
Watson seniorską karierę rozpoczynał w 1989 roku w drużynie UBC Thunderbirds z uczelni University of British Columbia. W 1990 roku trafił do ekipy Ottawa Intrepid z CSL. Następnie grał w zespołach Hamilton Steelers oraz Montreal Supra, także grających w CSL. W 1993 roku odszedł do Vancouver 86ers występującego w amerykańskiej lidze APSL.
W tym samym roku trafił do angielskiego Watfordu z Division One. Spędził 1,5 roku. W 1995 roku wrócił do Vancouver 86ers, a w 1996 roku odszedł do amerykańskiego Columbus Crew z nowo powstałej ligi MLS. Jednak jeszcze w tym samym roku został graczem innego zespołu MLS, New England Revolution. Tam grał do końca sezonu 1996.
W 1997 roku Watson przeszedł do ekipy Seattle Sounders z USISL A-League. W tym samym roku odszedł do szwedzkiego Östers IF grającego w Allsvenskan. Występował tam przez rok. W 1998 ponownie wyjechał do Anglii, gdzie tym razem został zawodnikiem Oksfordu United z Division One. W 1999 roku spadł z nim do Division Two. W Oksfordzie spędził jeszcze rok.
W 2000 roku Watson przeniósł się do Oldhamu Athletic, także grającego w Division Two. Zadebiutował tam 30 września 2000 roku w przegranym 1:3 pojedynku z Cambridge United. W 2001 roku trafił do amerykańskiego DC United (MLS). Pierwszy ligowy mecz zaliczył tam 7 kwietnia 2001 roku przeciwko Kansas City Wizards (3:2). W DC United grał przez jeden sezon.
W 2002 roku odszedł do Charleston Battery z USL A-League. Występował tam przez 3 sezony. W 2005 roku został zawodnikiem ekipy Vancouver Whitecaps, a w 2006 roku wrócił do Charleston, gdzie w tym samym roku zakończył karierę.

## Kariera reprezentacyjna
W reprezentacji Kanady Watson zadebiutował 16 marca 1991 roku w przegranym 0:2 towarzyskim pojedynku ze Stanami Zjednoczonymi. W tym samym roku był uczestnikiem Złotego Pucharu CONCACAF, który Kanada zakończyła na fazie grupowej.
31 lipca 1993 roku w wygranym 2:1 towarzyskim spotkaniu z Australią strzelił pierwszego gola w kadrze narodowej. W tym samym roku wziął udział w Złotym Pucharze CONCACAF, z którego Kanada ponownie odpadła po fazie grupowej.
W 2000 roku Watson po raz trzeci wziął udział w Złotym Pucharze CONCACAF, który tym razem się okazał dla Kanady zwycięski. W 2001 roku został powołany do kadry na Puchar Konfederacji. Zagrał na nim w meczach z Japonią (2:3) i Brazylią (0:0). Tamten turniej Kanada zakończyła na fazie grupowej.
W latach 1991–2004 w drużynie narodowej Watson rozegrał w sumie 78 spotkań i zdobył 3 bramki.